# Дефајанс (Ајова)
Дефајанс (енгл. Defiance) град је у америчкој савезној држави Ајова. По попису становништва из 2010. у њему је живело 284 становника.

## Демографија
Према попису становништва из 2010. у граду је живело 284 становника, што је -62 (-17.9%) становника више него 2000. године.
| Група             | 2000.       | 2010.       |
| Белци             | 332 (96,0%) | 278 (97,9%) |
| Афроамериканци    | 0 (0,0%)    | 0 (0,0%)    |
| Азијати           | 0 (0,0%)    | 1 (0,4%)    |
| Хиспаноамериканци | 10 (2,9%)   | 4 (1,4%)    |
| Укупно            | 346         | 284         |